# 宫玉彬
宫玉彬（1967年—），电子科技大学教授，长江学者奖励计划特聘教授，长期从事真空电子器件的基础理论、关键技术以及应用等方面的研究，现任微波电真空器件国家级重点实验室副主任、电子科技大学分部主任。